# Gerald Holton
Pour les articles homonymes, voir Holton.
Gerald James Holton, né le 23 mai 1922 à Berlin, est un physicien,  écrivain scientifique un professeur américain. Établi aux États-Unis pendant la Seconde Guerre mondiale, ses intérêts se portent surtout sur la philosophie et l'histoire des sciences.

## Biographie
Gerald James Holton est né en 1922 à Berlin. Il grandit à Vienne en Autriche avant d'émigrer en Angleterre en 1938. Il obtient un certificat en génie électrique de la School of Technology à Oxford (qui s'appelle maintenant l'Oxford Brookes University). À l'université Wesleyenne, aux États-Unis, il obtient un B.A. en 1941, puis un M.A. en 1942,. Sous la supervision du physicien Percy Williams Bridgman, il obtient son Ph.D. à l'université Harvard en 1948.
En 1952, Holton publie Introduction to Concepts and Theories in Physical Sciences, un ouvrage qui influence l'enseignement de la physique aux États-Unis. L’Harvard Project Physics (en), un projet financé par la National Science Foundation (NSF) qu'il dirige, s'appuie sur les observations de son ouvrage pour créer un nouveau cursus universitaire en physique.
Holton est le fondateur du journal semestriel Daedalus, dont il est éditeur à ses débuts, et le fondateur, en 1972, de la revue Newsletter on Science, Technology, and Human Values (nommée Science, Technology, and Human Values en 1976).
En 1980, il est boursier Guggenheim. En 1981, la Fondation nationale pour les sciences humaines choisit Holton pour le dixième Jefferson Lecture (en), une allocution financée par le gouvernement fédéral des États-Unis en signe de reconnaissance du travail accompli dans le domaine des lettres (humanities). Holton est le premier scientifique à recevoir un tel honneur. Son allocution est intitulée « Where is Science Taking Us? » (Où nous mènera la Science ?). Dans celle-ci, Holton avance que la vision de la science de Thomas Jefferson en tant que force pour l'amélioration sociale est encore valable, étant d'avis que la Science sert, à l'époque de l'allocution, à résoudre d'importants problèmes sociaux, et avertit que l'éducation scientifique doit être améliorée de façon spectaculaire ou seule une petite « élite technologique » sera à même de former un auto-gouvernement.
Il a rédigé plusieurs ouvrages sur l'histoire des sciences et la philosophie des sciences. Il s'intéresse à la physique des matériaux soumis à de hautes pressions et il suit la carrière de jeunes scientifiques. Avec Gerhard Sonnert, il a publié des ouvrages sur le fossé des genres en science, tant pour les formations de niveau universitaire que les carrières.
Gerald Holton a reçu plusieurs distinctions, dont la George Sarton Medal de l’History of Science Society, l’Andrew Gemant Award de l’American Institute of Physics. Il a aussi reçu l’Abraham Pais Prize de la Société américaine de physique. Il est membre de la Société américaine de physique, de la Société américaine de philosophie et de l'Académie américaine des arts et des sciences, tout comme de plusieurs sociétés savantes européennes. Il a servi comme président de l’History of Science Society ainsi que dans les conseils de plusieurs commissions nationales américains. Il a aussi fait partie du comité éditorial responsable des archives d'Albert Einstein.
En 2013, Holton occupe une chaire de recherche en physique et est professeur-chercheur émérite en histoire des sciences à l'université Harvard.
L’Harvard University Archives recueille ses documents depuis plusieurs années, qu'Holton remet depuis 2007.

## Publications
- (en) Gerald Holton et Duane H. D. Roller (dir.), Foundations of Modern Physical Science, Addison-Wesley, décembre 1958, 782 p. (ISBN 978-0-201-02980-2)
- (en) Gerald Holton, The scientific imagination : case studies, Cambridge England New York, Cambridge University Press, 1978, 382 p. (ISBN 978-0-521-29237-5).
  - → (fr) traduction française L'Imagination scientifique, Gallimard, Bibliothèque des sciences humaines, 1981.
- (en) Gerald Holton, « Success Sanctifies the Means : Heisenberg, Oppenheimer, and the Transition to Modern Physics », dans Everett Mendelsohn, Transformation and Tradition in the Sciences. Essays in Honour of I. Bernard Cohen, Cambridge University Press, 1984, 582 p. (ISBN 9780521524858, présentation en ligne), p. 160
- (en) Gerald Holton, Thematic Origins of Scientific Thought : Kepler to Einstein, Harvard University Press, 25 mai 1988, 510 p. (ISBN 978-0-674-87748-1, lire en ligne)
- (en) Gerald Holton, Science and Anti-Science, Harvard University Press, octobre 1993, 215 p. (ISBN 978-0-674-79298-2, présentation en ligne)
- (en) Gerald Holton et Gerhard Sonnert, Who Succeeds in Science : The Gender Dimension, Rutgers University Press, 1er septembre 1995, 238 p. (ISBN 978-0-8135-2220-3, lire en ligne)
- (en) Gerhard Sonnert et Gerald Holton, Gender Differences in Science Careers : The Project Access Study, Rutgers University Press, coll. « The Rose Series of the American Sociological Association », 1er juin 1995, 208 p. (ISBN 978-0-8135-2174-9)
- (en) Gerald Holton, The Scientific Imagination : With a New Introduction, Harvard University Press, 1er novembre 1998, 433 p. (ISBN 978-0-674-79488-7)
- (en) Gerald Holton, The Advancement of Science, and Its Burdens : With a New Introduction, Harvard University Press, novembre 1998, 400 p. (ISBN 978-0-674-00530-3, présentation en ligne)
- (en) Gerald Holton, Einstein, History, and Other Passions : The Rebellion against Science at the End of the Twentieth Century, Harvard University Press, 15 septembre 2000, 2e éd., 256 p. (ISBN 978-0-674-00433-7, présentation en ligne)
  - → (fr) traduction française Science en gloire, Science en procès. Entre Einstein et aujourd’hui, Gallimard, Bibliothèque des sciences humaines, 1998.
- (en) Gerald Holton et Stephen G. Brush, Physics, the Human Adventure : From Copernicus to Einstein and Beyond, Rutgers University Press, 1er mars 2001, 582 p. (ISBN 978-0-8135-2908-0, présentation en ligne)
- (en) Gerhard Sonnert et Gerald Holton, Ivory Bridges : Connecting Science and Society, Cambridge (Mass.), MIT Press, 15 mars 2002, 239 p. (ISBN 0-262-19471-6)
- (en) David Cassidy, Gerald Holton et F. James Rutherford, Understanding Physics, Springer, 11 septembre 2002, 853 p. (ISBN 978-0-387-98756-9, lire en ligne)
- (en) Gerald Holton, Victory and Vexation in Science : Einstein, Bohr, Heisenberg, and Others, Harvard University Press, mai 2005, 244 p. (ISBN 978-0-674-01519-7, présentation en ligne)
- (en) Gerald Holton, Gerhard Sonnert et Bernard Baylin, What Happened to the Children Who Fled Nazi Persecution, Palgrave Macmillan, 11 novembre 2008, 288 p. (ISBN 978-0-230-60907-5, présentation en ligne)
- (en) Gerald Holton et Gerhard Sonnert, Helping Young Refugees and Immigrants Succeed : Public Policy, Aid, and Education, Palgrave Macmillan, 15 septembre 2010, 326 p. (ISBN 978-0-230-62196-1)
- (fr) Gérard Holton, Sur les processus de l’invention scientifique devant les percées révolutionnaires, in : Michel Cazenave (sous la direction de), Science et symboles. Les voies de la connaissance. Colloque de Tsukuba. Albin Michel, Paris, 1986. pp. 53-75  (ISBN 978-2226025449)